# Петулеле (комуна)
Петулеле (рум. Pătulele) — комуна у повіті Мехедінць в Румунії. До складу комуни входять такі села (дані про населення за 2002 рік):
- Віашу (605 осіб)
- Петулеле (3867 осіб)

Комуна розташована на відстані 263 км на захід від Бухареста, 33 км на південь від Дробета-Турну-Северина, 82 км на захід від Крайови.

## Населення
За даними перепису населення 2002 року у комуні проживали 4472 особи. Усі жителі рідною мовою назвали румунську.
Національний склад населення комуни:
| Національність | Кількість осіб | Відсоток |
| -------------- | -------------- | -------- |
| румуни         | 4464           | 99,8%    |
| цигани         | 8              | 0,2%     |

Склад населення комуни за віросповіданням:
| Релігія            | Кількість осіб | Відсоток |
| ------------------ | -------------- | -------- |
| православні        | 4445           | 99,4%    |
| п'ятдесятники      | 21             | 0,5%     |
| адвентисти         | 3              | 0,1%     |
| реформати          | 1              | < 0,1%   |
| баптисти           | 1              | < 0,1%   |
| не вказали релігію | 1              | < 0,1%   |